# Насіння соняшнка
Насіння соняшника (англ. Sunflower seeds) — інсталяція відомого сучасного китайського художника Ай Вейвея, вперше відкрилася у 2010 у турбінному залі лондонської галереї сучасного мистецтва Тейт Модерн. Проект представлений у вигляді більше ніж 100 млн. порцелянових насінин соняшнику посипаних по всій площі найбільшого залу музею.

## Опис
Порцелянові насіння соняшнику зроблені вручну та покривають площу 1000 м². В інсталяції налічується 100 мільйонів насіння, що важать близько 150 тонн. Кожне насіння виконано з порцеляни вручну. Жодне насіння не схоже на інше. Кожен елемент був зроблений і розфарбований індивідуально. За словами художника, кожне насіння було відлито у форму, обпалено в печі, потім розфарбоване трьома-чотирма мазками пензля і обпалено знову. Над експозицією працювали понад 1,5 тисячі китайських робітників протягом 2,5 років, і весь цей час інформація про проект не розголошувалася.
Спочатку Ай Вейвей вирішив зробити тільки 3 млн насінин, але потім зрозумів, що цього буде недостатньо для повного завершення експозиції, і роботи продовжилися. В результаті, кількість насінин перевищує населення Пекіна в п'ять разів.
При виготовленні насіння використовувалися традиційні методи роботи з порцеляною. Всі майстри (1600 осіб) були з міста Цзіндечжень (Jingdezhen 景德镇), також відомого як «столиця імператорської порцеляни». 
Як каже Ай Вейвей, щоб зрозуміти Китай з його історією, недостатьньо прочитати це в книгах, треба побачити все наживо, мати можливість «доторкнутися» до історії, тому в перші дні інсталяція не була огороджена. Глядачі могли пройтися по цьому «необмеженому, сірому морю». По підлозі, вкритій насінням, можна було ходити, лежати, грати, перебирати насіння; люди могли робити з ними все, що завгодно. Також Ай Вейвей був не проти того, щоб деякі забирали з собою на пам'ять декілька насінин. Але незабаром, після відкриття виставки «ходіння по порцеляні» було заборонено, бо це створювало багато порцелянового пилу, небезпечного для здоров'я.
Мистецтво Ай Вейвея часто спирається на утопічні амбіції «нового світу» конструктивізму. При цьому, художник створює політичні твори, які займають критичну позицію щодо радикальних змін, що відбуваються в Китаї. 
Насіння були символом Культурної Революції (1966-1976). Китайський концептуальний художник Ай Вейвей асоціює мільйони насінин соняшнику з китайським народом. За часів Культурної Революції, правителя Мао Цзедуна зображували на плакатах у вигляді сонця, а жителів країни у вигляді соняшників, що тягнулися до нього. Порцелянове насіння Ай Вейвея символізує індивідуальність жителів Китаю. Інсталяція крихітних насінин ставить перед відвідувачами питання про роль індивідуума в сучасному суспільстві. Також майстер показує приклад нетрадиційного використання традиційного китайського матеріалу. Він вважає, що порцеляна могла би знайти ще багато застосувань в нашому житті, і вчить нас мислити масштабно і креативно.

## Галерея

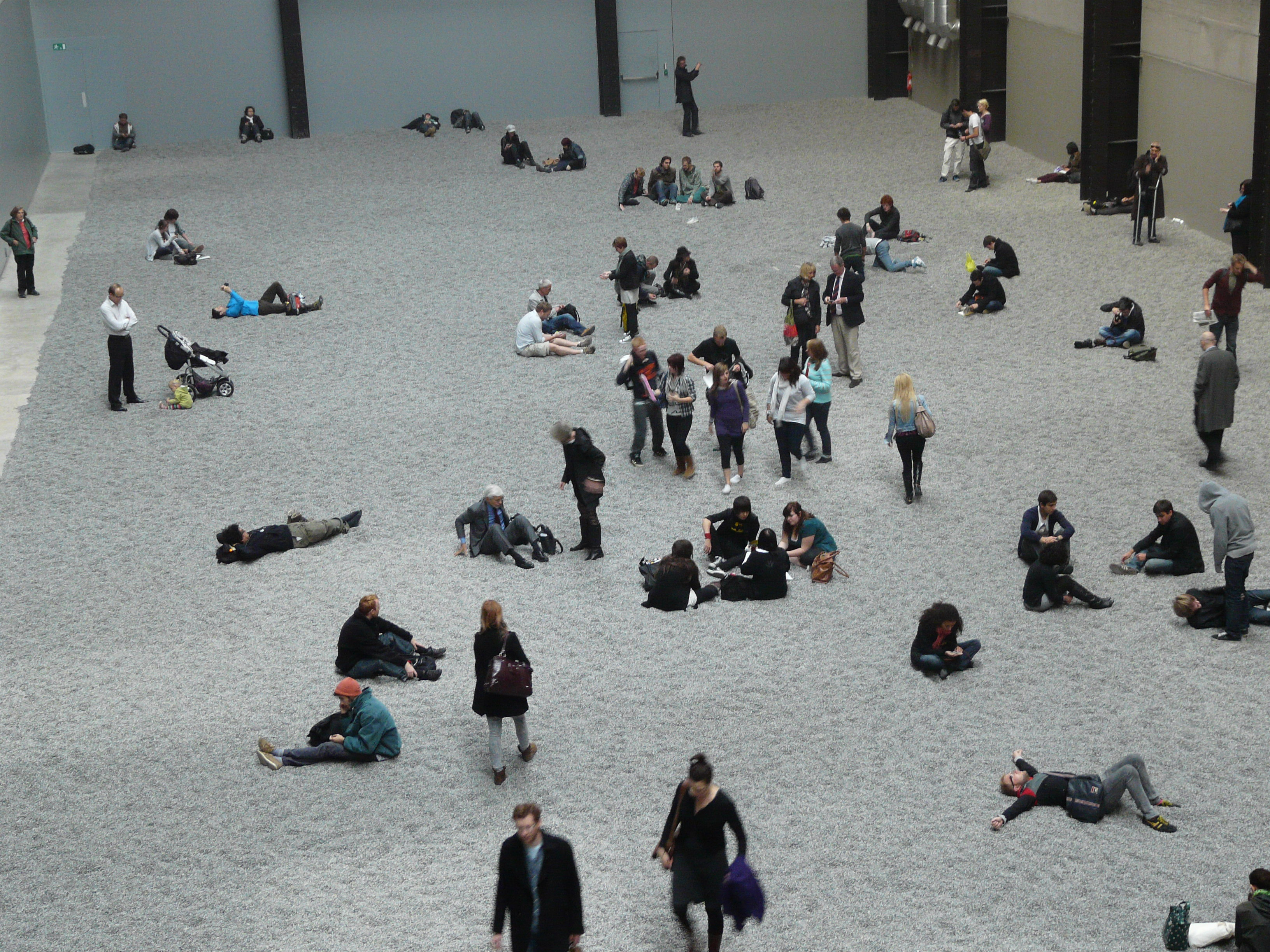
2010
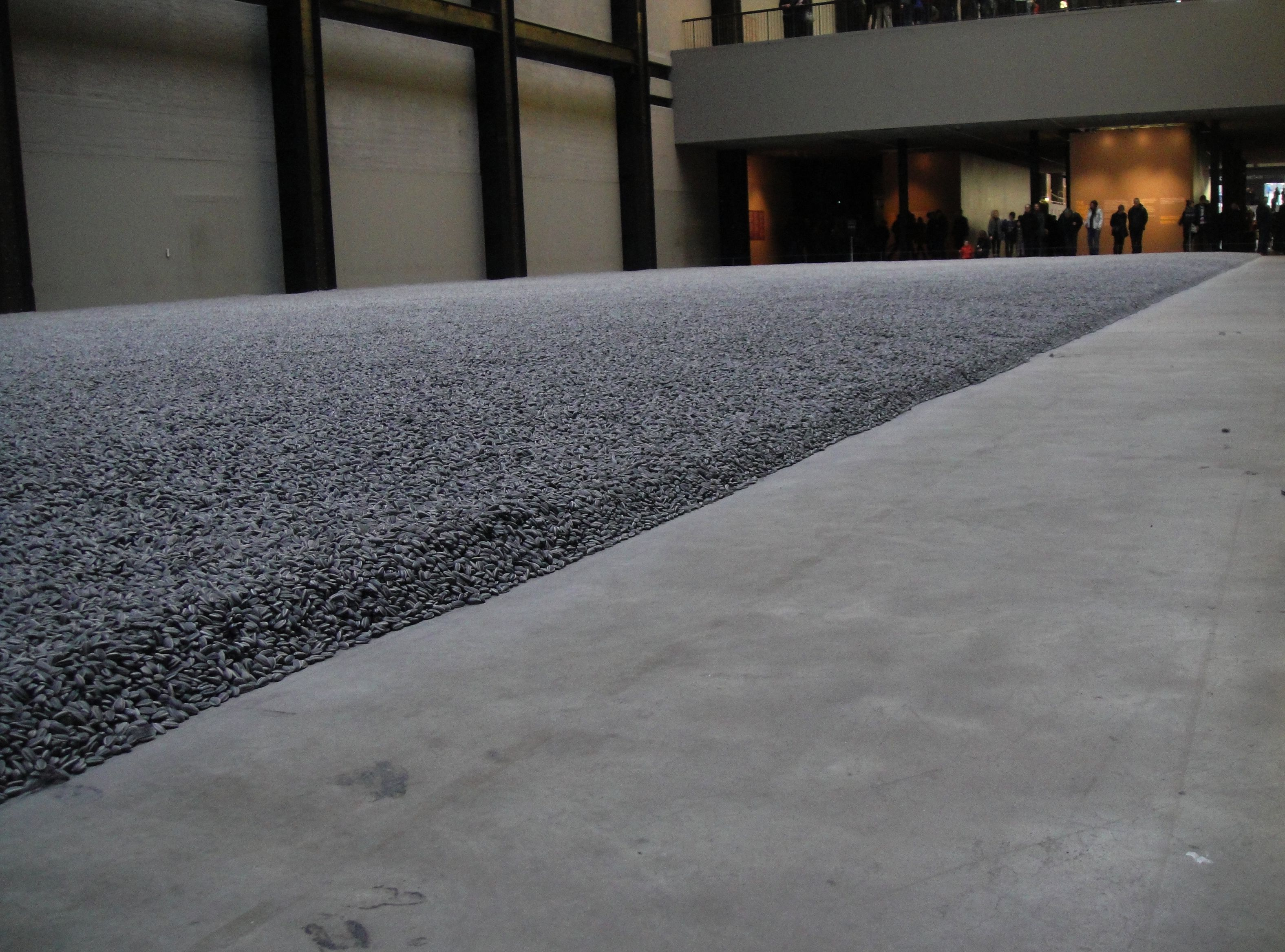
2011
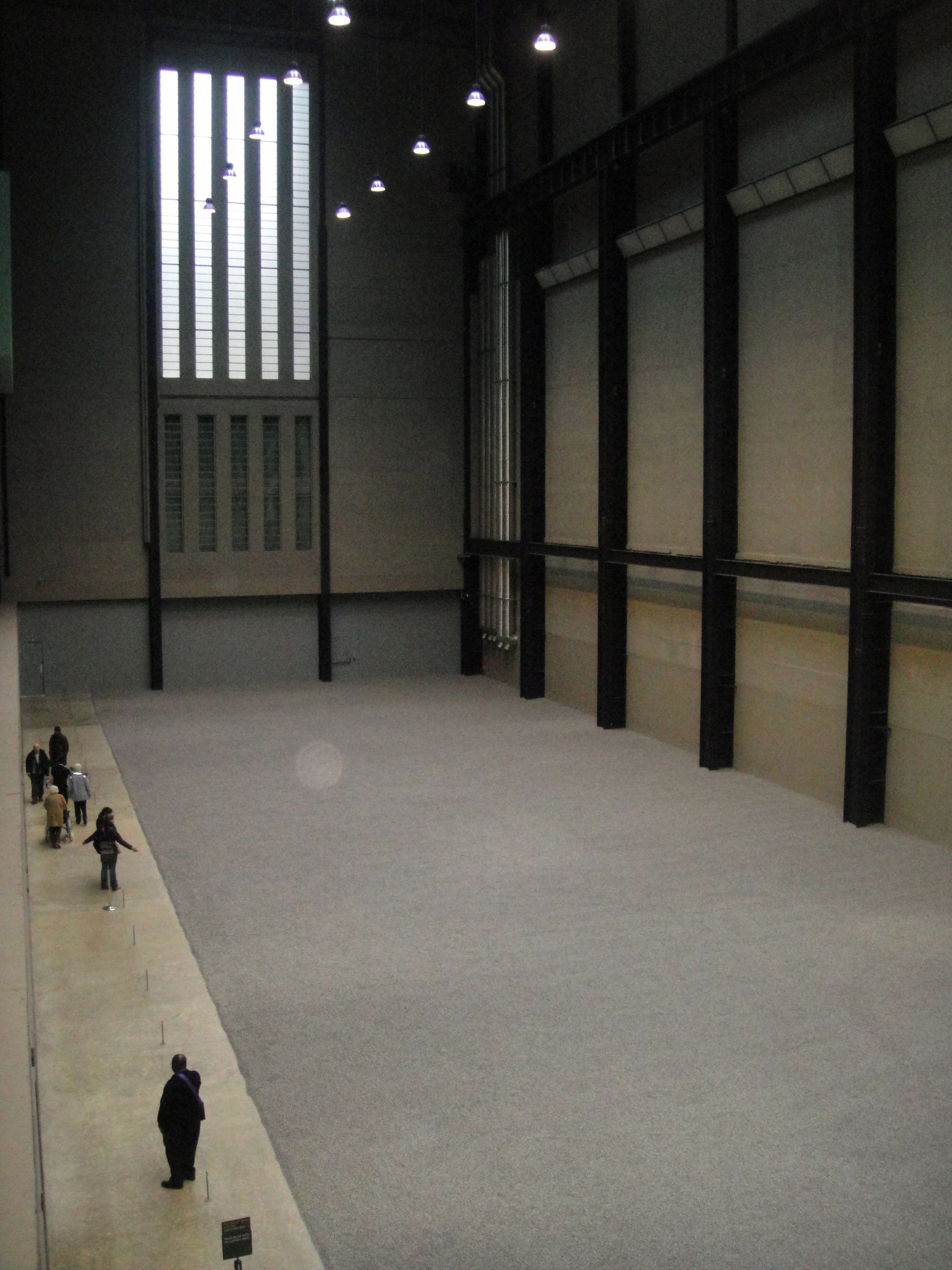
2011